# Агуа-Фриа-ди-Гояс
Агуа-Фриа-ди-Гояс (порт. Água Fria de Goiás) — муниципалитет в Бразилии, входит в штат Гояс. Составная часть мезорегиона Восток штата Гойяс. Входит в экономико-статистический микрорегион Энторну-ду-Дистриту-Федерал. Население составляет 4833 человека на 2006 год. Занимает площадь 2029,406 км². Плотность населения — 2,4 чел./км².

## История
Город основан 30 декабря 1987 года.

## Статистика
- Валовой внутренний продукт на 2003 год составляет 56 271 608,00 реалов (данные: Бразильский институт географии и статистики).
- Валовой внутренний продукт на душу населения на 2003 год составляет 12 059,93 реалов (данные: Бразильский институт географии и статистики).
- Индекс развития человеческого потенциала на 2000 год составляет 0,695 (данные: Программа развития ООН).